# Willi wills wissen
Willi wills wissen war eine auf Sachthemen und alltägliche Begebenheiten ausgerichtete Kindersendung, die von Willi Weitzel moderiert und von „megaherz film und fernsehen“ im Auftrag des Bayerischen Rundfunks mit dem FWU produziert wurde. Die Sendung wurde ab 2002 im KiKA erstausgestrahlt, und im Ersten Deutschen Fernsehen sowie in einigen Regionalsendern der ARD regelmäßig wiederholt. Trotz guter Quoten wurde die Serie 2010 eingestellt, weil sich Weitzel anderen Projekten widmen wollte. 2020 begann der Bayerische Rundfunk (BR) die Folgen offiziell auf YouTube zu veröffentlichen. Produzenten waren Franz Xaver Gernstl und Fidelis Mager.

## Handlung
Die Sendung hatte ein einheitliches Sujet, das an konkreten Lebenssituationen ausgerichtet war: Der Reporter Willi Weitzel versuchte, jungen Zuschauern Einblicke in verschiedene Themen und Berufe, z. B. Polizist, Triebfahrzeugführer, Fischer, Soldat, Journalist, Hopfenpflanzer, Fleischer, Landwirt, Notarzt sowie Oberbürgermeister zu geben. Dazu suchte er Vertreter dieser Berufe auf, begleitete sie einen Arbeitstag lang, ließ sich deren Arbeit erklären und diskutierte mit ihnen darüber.
Auf diese Weise informierte Weitzel nicht nur über Berufe, sondern vermittelte auch Einblicke in das Leben etwa von Blinden, Hörgeschädigten, Obdachlosen, Juden oder Sinti und Roma. In einer der Folgen war er zu Gast in einem Internat.

## Zwischenfall im November 2003
Für die Dreharbeiten der Folge Was ist ohne Obdach los? übernachtete der Reporter Willi Weitzel mit fünf Obdachlosen am Neptunbrunnen im Alten Botanischen Garten in München. Gegen 22 Uhr verließ das Kamerateam den Schlafplatz. Gegen 01:30 Uhr wachte Willi Weitzel mit einer blutenden Wunde am Kopf auf, die mit fünf Stichen genäht werden musste. Die Täter, die ihn im Tiefschlaf mit einem Baseballschläger attackiert hatten, konnten unerkannt flüchten.

## „Willi wills wissen“ als Internetphänomen im Juni 2020
Auf einem YouTube-Kanal wurde im Juni 2020 ein Zusammenschnitt mehrerer kurzer Auszüge der Sendung unter dem Titel „Willi wills wissen Clips ohne Kontext“ hochgeladen. Das Video erhielt innerhalb kurzer Zeit mehrere Hunderttausende Aufrufe. Ähnliche Versionen verbreiteten sich schnell auf anderen sozialen Medien wie Instagram und TikTok.
Breite Popularität erlangten die verschiedenen Videos als „Willi-“ oder auch „Willi wills wissen Memes“ aufgrund der Äußerungen von Willi Weitzel, darunter mögliche sexuelle Anspielungen, schwarzer Humor und insbesondere Witze gegenüber Kindern und anderen Menschen im Rollstuhl (s. Folge 126 „Was geht im Rollstuhl?“). Der Kontext der Aussagen war dabei gar nicht oder unvollständig erkennbar.
Der Rapper Manuellsen veröffentlichte daraufhin ein Video, in dem er den Moderator der Sendung als „Hurensohn“ beleidigte. Auf Facebook veröffentlichte Weitzel anschließend eine Stellungnahme, in der er schrieb, dass „diejenigen, die sich über die Filmausschnitte empören und mich als diskriminierend empfinden [würden], [...] leider denjenigen aufgesessen [seien], die die Ausschnitte aus dem Zusammenhang gerissen“ hätten.

## Folgen
1. Wer hilft den kranken Tieren?
2. Wie geht die Post ab?
3. Wie wird man Skispringer?
4. Wie wird man Astronaut?
5. Wie kommt die Story in die Zeitung?
6. Wer weiß wie’s Wetter wird?
7. Wie kommt der Laster vom Fließband?
8. Was macht eigentlich eine Bürgermeisterin?
9. Wohin mit all dem Müll?
10. Was läuft rund ums Rad?
11. Wie kommt das Geld in die Welt?
12. Was ist denn das für ein Zirkus?
13. Was läuft am Rangierbahnhof?
14. Wie wird aus Trauben Wein gemacht?
15. Wo geht das hin, das Rohr im Klo?
16. Wie ist das mit dem Tod?
17. Wie viel Power hat der Bauer?
18. Wie kommt das Wasser in den Hahn?
19. Wie kommt die Action in den Film?
20. Wie sieht ein Knast von innen aus?
21. Wer rennt, wenn’s brennt?
22. Wer hegt und pflegt und sägt im Wald?
23. Achtung, Achtung! Hier spricht die Polizei!
24. Wer hat schon Angst vorm Krankenhaus?
25. Flussschiff ahoi!
26. Was hält die Ponys auf Trab?
27. Wo gibts Luxus noch und nöcher?
28. Warum werden manche Männer Mönche?
29. Wer wacht am Berg?
30. Wie kommt das Salz in die Suppe?
31. So geht das mit dem Fernsehen!
32. Ich versteh nur Bahnhof!
33. Was heißt hier eigentlich behindert?
34. Alle Flieger fliegen hoch!
35. Wer macht das Auto mobil?
36. Wo rennen Pferde um die Wette?
37. Wer darf auf dem Rasen grasen?
38. So kommt der Strom in die Steckdose!
39. Wer traut sich rein in dunkle Höhlen?
40. Alles in Butter auf dem Krabbenkutter!
41. Wie lebts sich so als Tier im Zoo?
42. Wer kauft das Kaufhaus aus?
43. Schiff Ahoi! Hier Hafen Hamburg!
44. Was ist ohne Obdach los?
45. Was geht auf der Alpe ab?
46. Wer kriegt den Stein klein?
47. Wer biegt die Achter in die Bahn?
48. Wer kommt bei SOS auf See?
49. Vom Hopfenbauer zum Bierbrauer!
50. Auf die Fähre, fertig, los!
51. Wie kam der Ritter in die Rüstung?
52. Wie gehts am Trapez?
53. Wo macht der König viel Theater?
54. Wohin rollt die Blechlawine?
55. Wer fühlt den Zähnen auf den Zahn?
56. Wann ist Krieg und wann ist Frieden?
57. Wer macht den Schrott flott?
58. Wer macht das Glas klar?
59. Welcher Ton macht die Musik?
60. Ach du dickes Ei!
61. Wer kommt Verbrechern auf die Spur?
62. Auf geht’s zur Wiesn!
63. Wie läuft’s im Internat?
64. Wann spielt die halbe Welt verrückt?
65. Wie kommt die Mode in Mode?
66. Alle Wege führen nach Rom!
67. Wie sieht die Welt für Blinde aus?
68. Wer vermöbelt den Wald?
69. Wer kriegt das Brot gebacken?
70. Her mit der Kohle!
71. Wie kommt das Erdöl aus der Erde?
72. Was wünscht sich das Christkind zu Weihnachten?
73. Wer hält den Fluss in Schuss?
74. Was glaubt man, wenn man jüdisch ist?
75. Wovon schwärmt der Bienenschwarm?
76. Wie geheuer ist das Abenteuer?
77. Jetzt gehts um die Wurst!
78. Wer ist heiß auf Schnee und Eis?
79. Wo läuft das Schiff vom Stapel?
80. Wie kommt der Star aufs Titelbild?
81. Wer ist reif für die Insel?
82. Wie lustig ist das Zigeunerleben wirklich?
83. Wozu gibts die Bundeswehr?
84. Signal frei für die U2!
85. Wie kommt das Foto in den Apparat?
86. Wie kommt das Plastik in die Tüte?
87. Wer lässt die Puppen aus der Kiste?
88. Wer baut das Haus fix und fertig?
89. Wie kommt der Sprung in die Schüssel?
90. Wer kriegt hier sein Fett weg?
91. Wo zeigen Pferde was sie können?
92. So gehts zu im Taubenschlag!
93. Wer hat das Zeug zum Fliegen?
94. Was bewegt den Roboter?
95. Wo kriegt der Papst sein Käppi her?
96. Wie kommt die Schoko in den Laden?
97. Wer ist beim Hund der Herr im Haus?
98. Wie ewig hält das ewige Eis?
99. Wie kommen die Nachrichten ins Fernsehen?
100. Wie fischt der Fischer frische Fische?
101. Was hat man, wenn man Krebs hat?
102. Wer ist der Held auf dem Kartoffelfeld?
103. Wo haben Kumpel Schicht im Schacht?
104. Wie himmlisch klingt die Weihnachtszeit?
105. Wie funktioniert das Telefon?
106. Wie kommen Babys auf die Welt?
107. Wer wirft ein Auge aufs Auge?
108. So sieht’s aus in Costa Rica!
109. Essen ist fertig!
110. Wer kuschelt mit den Krabbeltieren?
111. Wer fängt die wilde Pferdeherde?
112. Und die Kuh sagt muh dazu!
113. Wer weiß mehr übers Wattenmeer?
114. So köstlich schmeckts zur Weihnachtszeit!
115. Wer hat den größten Vogel?
116. Wer schraubt am Hubschrauber?
117. Mit welcher Formel gehts zum Rennen?
118. Wer findet den Pfad?
119. Sicher hin und her im Straßenverkehr!
120. So viel Papier gibts hier!
121. So sieht’s aus in Costa Rica! (falscher Eintrag, s. Folge 108)
122. Wer schläft wie ein Murmeltier?
123. Wer singt in den höchsten Tönen?
124. Was findet statt im Stadtverkehr?
125. Wie sieht die Welt im Weltraum aus?
126. Was geht im Rollstuhl?
127. Wo macht es krawumm, dass es kracht?
128. Wer segelt mit dem Segelflieger?
129. Wer trickst für den Trickfilm?
130. Was kreucht und fleucht und summt und brummt!
131. Wie wird ein Maibaum aufgestellt?
132. Wie fühlt sich alt sein an?
133. Achtung, wilde Miezekatzen!
134. Wie kommt man froh ins neue Jahr?
135. Vorfahrt für die Feuerwehr!
136. Wie lernen Clowns, was lustig ist?
137. Was ist Gold wert?
138. Los gehts auf Motorradfahrt!
139. Was hat der Kran am Haken?
140. Alles OK auf dem Badesee!
141. Verliebt, verlobt, verheiratet!
142. Was entwickelt die Entwicklungshilfe?
143. Wer pflückt die Äpfel von den Bäumen?
144. Wer hört mit den Augen?
145. So sieht die Welt in mini aus!
146. Kommt, lasst uns tanzen gehen!
147. Wie schlau sind Tiere?
148. Schnipp-schnapp, Haare ab!
149. Willi und die Wunder dieser Welt – Making Of
150. Wie taucht das U-Boot auf und ab?
151. Alles cool in Istanbul!
152. Wer hat Recht?
153. Wie erfinden Erfinder?
154. Wo schießen Pilze aus dem Boden?
155. Wo hoppeln Hase und Kaninchen?
156. Was sorgt für gute Besserung?
157. Was unternimmt ein Unternehmer?
158. Welche Bräuche brauchen Bayern?
159. Wer fährt auf Oldtimer ab?
160. Wie wild waren Wikinger wirklich?
161. Wie kommt der Film ins Kino?
162. Wie kommt der Ton ins Radio?
163. Wie macht der Künstler Kunst?
164. Wie kommt der Zucker aus der Rübe?
165. Expedition Island – eine sagenhafte Geschichte
166. Expedition Island: Kalte Gletscher, heiße Quellen!
167. Expedition Island: Eine tierisch gute Insel!
168. Expedition Island: Die Hitze der Erde!
169. Gib Gummi!
170. Rauf auf den Baum
171. Tolle Technik – Rettung aus der Luft!
172. Expedition Island: Wo die Erde knirscht![14]

## Gute Frage, nächste Frage!
Seit dem 11. Oktober 2006 wird als drei- bis vierminütiger Lückenfüller die Sendereihe Gute Frage, nächste Frage ausgestrahlt, in der Willi in einem Studio Fragen beantwortet, die ihm Kinder per Brief oder E-Mail gestellt haben. Mit Experimenten, Grafiken oder Filmzuspielern liefert der Reporter hierzu kurze und prägnante Erklärungen.

## Willi im Kino
Am 5. März 2009 startete der Abenteuerdokumentarfilm Willi und die Wunder dieser Welt in den deutschen Kinos. Für die Dreharbeiten reiste Willi Weitzel mit seinem Team um die Welt. Der Film zeigt Episoden in Deutschland, im australischen Dschungel, in Kanadas Eisbärenhauptstadt Churchill, in Tokio und in der Sahara. Es ist sein erster Kinofilm. Am 15. Mai 2022 startete der zweite Kinofilm Willi und die Wunderkröte in den deutschen Kinos. Der Film erzählt eingebettet in einer fiktionalen Abenteuergeschichte von der Welt der Amphibien und deren Schutz.

## Von A–Z
Seit 2010 gibt es das Format Willi wills wissen von A–Z. In den zehnminütigen Folgen werden zu jedem Buchstaben des Alphabets Begriffe erklärt, indem Ausschnitte aus Willi wills wissen gezeigt werden. Ein Zufallsgenerator bestimmt am Anfang jeder Folge, um welchen Buchstaben es geht. Bei „H“ geht Willi zum Beispiel auf eine Hochzeit, schaut sich auf einem Hühnerhof um, probiert eine Holzfällerhose an oder findet einiges über Hasen heraus.

## Auszeichnungen
2003
- Sonderpreis EMIL (verliehen von TV Spielfilm) verliehen für die Folge Wie ist das mit dem Tod?
- Bayerischer Fernsehpreis
- Erich-Kästner-Fernsehpreis verliehen für die Folge Wie ist das mit dem Tod?

2004
- Robert-Geisendörfer-Preis der Evangelischen Kirche verliehen für die Folgen Was heißt hier eigentlich behindert? und Was ist ohne Obdach los?
- Journalistenpreis der Diakonie Baden und Württemberg verliehen für die Folge Was heißt hier eigentlich behindert?
- Cornelius Siegel verliehen für die Folge Was ist ohne Obdach los?

2006
- Silbernes Pferd (herausragende Leistungen im Bereich des Pferdesportjournalismus, verliehen im Rahmen des CHIO Aachen) für die Folge Wo zeigen Pferde was sie können[16]

2007
- Heureka -Journalistenpreis für die Folge Was geht im Rollstuhl?

2010
- Sonderpreis des Landes Nordrhein-Westfalen für Kinder- und Jugendprogramme im Rahmen der Grimme-Preisverleihung für die Folge Wie macht der Künstler Kunst?

## Produkte zur Serie
Zur Serie sind verschiedene CD/DVD-ROM-Lernsoftware-Titel bei United Soft Media erschienen.
Im Baumhaus-Verlag ist seit 2006 eine Sachbuchreihe zur Sendung mit 36 Titeln erschienen. Die Redaktion dieser Reihe lag in den Händen von Harald Kiesel, der auch einige Bücher als Autor verfasste. Ebenfalls beim Baumhaus-Verlag wurden ausgewählte Doppel-DVDs zu einigen Themenbereichen veröffentlicht.
Von Floff Publishing ist eine Willi-wills-wissen-Hörspielreihe herausgegeben worden.
Zum Jubiläum der 100. Folge wurde am 5. April 2006 in Kooperation mit dem P.M. Magazin die Zeitschrift P.M. Willi wills wissen zum Preis von 2,50 Euro herausgegeben. Seit Mai 2008 erscheint die Willi wills wissen im Panini Verlag.
Im Franckh-Kosmos Verlag sind ein Quizspiel, zwei Experimentierkästen sowie Quizblöcke und Kartenspiele zur Serie erschienen.
Von Philipp Walulis wurde die Fernsehserie in Walulis sieht fern als Nerviger Niko parodiert.